# 中车永济电机

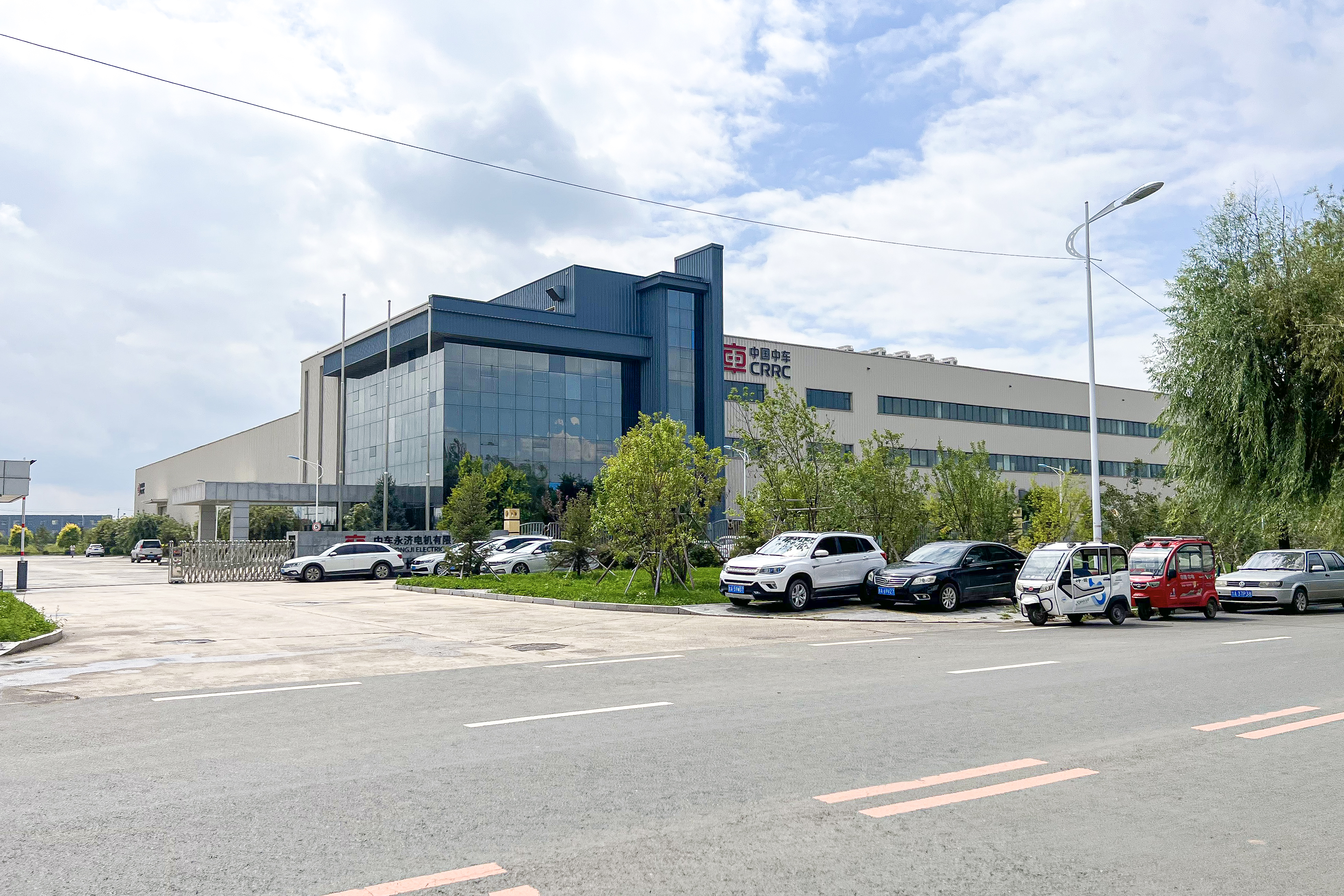
中车永济电机有限公司长春区域中心

中车永济电机有限公司（英語：CRRC Yongji Electric Co., Ltd.），简称永济电机公司，是位于中国山西省永济市的电动机制造厂商，主要从事铁路机车、城市轨道交通车辆、风电、石油钻机、工矿机械等领域电传动装置的设计、制造和销售，其产品包括供铁路车辆使用的牵引电动机、发电机等。
公司前身为永济电机厂，成立于1969年。1970年，永济成功试制一台4,000匹马力的柴油机车主发电机。厂房至1974年落成启用。在往後的数十年间，永济除自行研制产品外，也从国外公司引进技术，包括日立、东芝、GE等。
工厂于2006年8月进行改组，改以公司形式运作。2007年7月9日，中国北车集团投资注册成立了“永济新时速电机电器有限责任公司”，截止2007年7月31日，按照北车集团统一部署，永济电机厂原有的主业资产及经营业务已经划入“永济电机公司”，永济电机厂为改制后的存续企业。

## 合资公司
- 西安中车永电捷通电气有限公司 - 与日本日立合资，成立于2003年8月29日。
- 西安阿尔斯通永济电气设备有限公司 - 与法国阿尔斯通合资，成立于2006年5月29日。